# Gowragondanahalli, Tumkur
Gowragondanahalli là một làng thuộc tehsil Tumkur, huyện Tumkur, bang Karnataka, Ấn Độ.